# Dimbo socken
Dimbo socken i Västergötland ingick i Vartofta härad och är sedan 1974 en del av Tidaholms kommun, från 2016 inom Dimbo-Ottravads distrikt.
Socknens areal är 24,80 kvadratkilometer varav 24,73 land. År 1990 fanns här 238 invånare.  Godset Dimboholm samt kyrkbyn Dimbo med sockenkyrkan Dimbo-Ottravads kyrka ligger i socknen.

## Administrativ historik
Socknen har medeltida ursprung. Omkring 1550 införlivades Dvärstorps socken. 
Vid kommunreformen 1862 övergick socknens ansvar för de kyrkliga frågorna till Dimbo församling och för de borgerliga frågorna bildades Dimbo landskommun. Landskommunen utökades 1952 i och upplöstes 1974 då denna del uppgick i Tidaholms kommun. Församlingen uppgick 1992 i Dimbo-Ottravads församling som 2010 uppgick i Varvs församling.
1 januari 2016 inrättades distriktet Dimbo-Ottravad, med samma omfattning som Dimbo-Ottravads församling hade 1999/2000 och fick 1992, och vari detta sockenområde ingår.
Socknen har tillhört län, fögderier, tingslag och domsagor enligt vad som beskrivs i artikeln Vartofta härad. De indelta soldaterna tillhörde Skaraborgs regemente, Livkompaniet, Vartofta och Kåkinds kompanier och Västgöta regemente, Vartofta kompani.

## Geografi
Dimbo socken ligger väster om Tidaholm med Varvsberget och Gerumsberget i väster och genomkorsad i öster av Ösan. Socknen har en central odlingsbygd som omges av skogsbygd i öster och väster.

## Fornlämningar
Sju gånggrifter och fem hällkistor från stenåldern är funna. Från järnåldern finns gravfält, stensättningar och domarringar.
Strax utanför kyrkbyn ligger Dimbo gravfält, ett av Västsveriges största gravfält från vikingatiden.

## Namnet
Namnet skrevs 1248 Dimmu och kommer från kyrkbyn som fått sitt namn av vattendraget genom byn, Dimma, den mörka; den dimmiga.

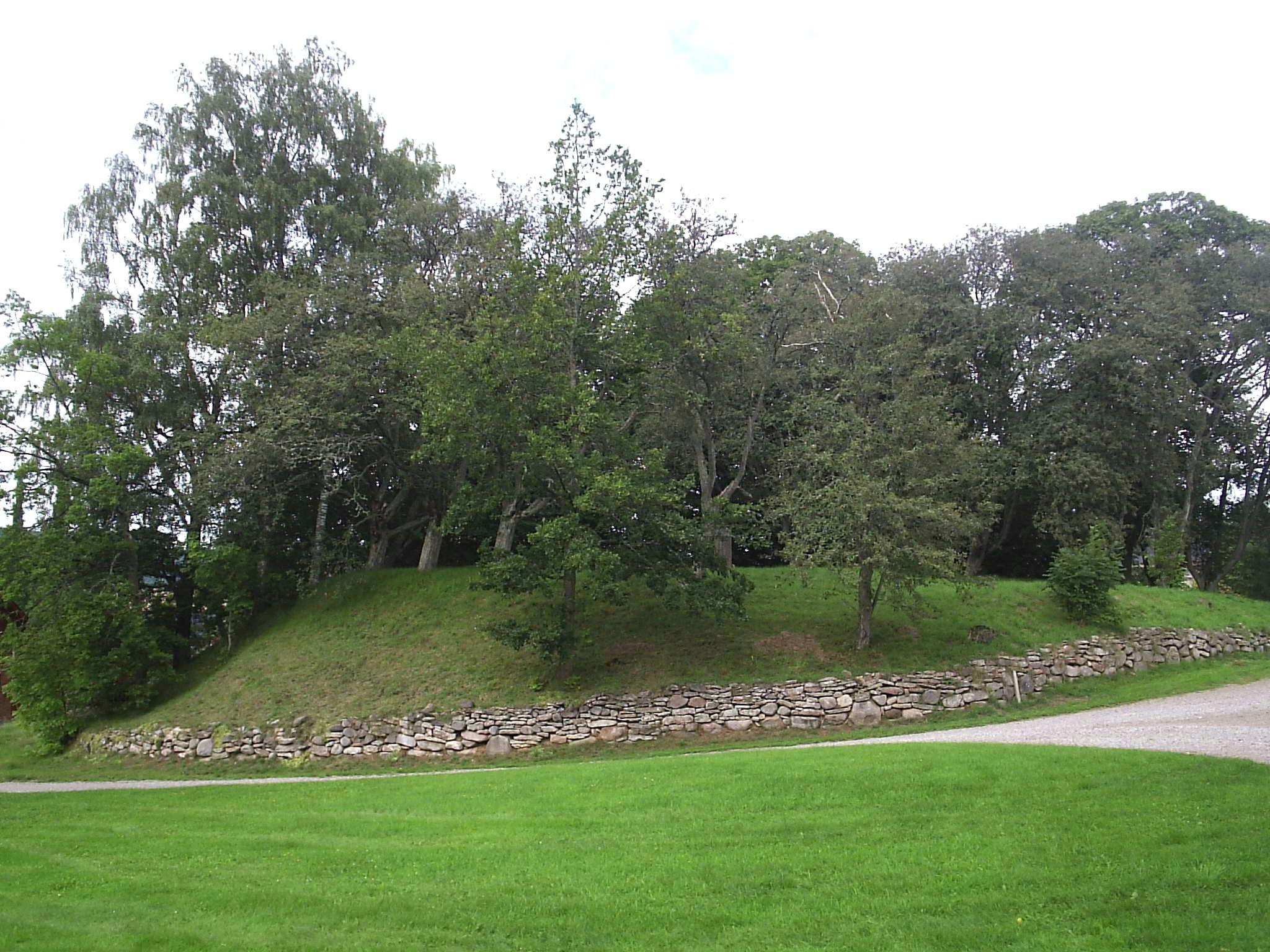
Dimbo gamla kyrkplats.
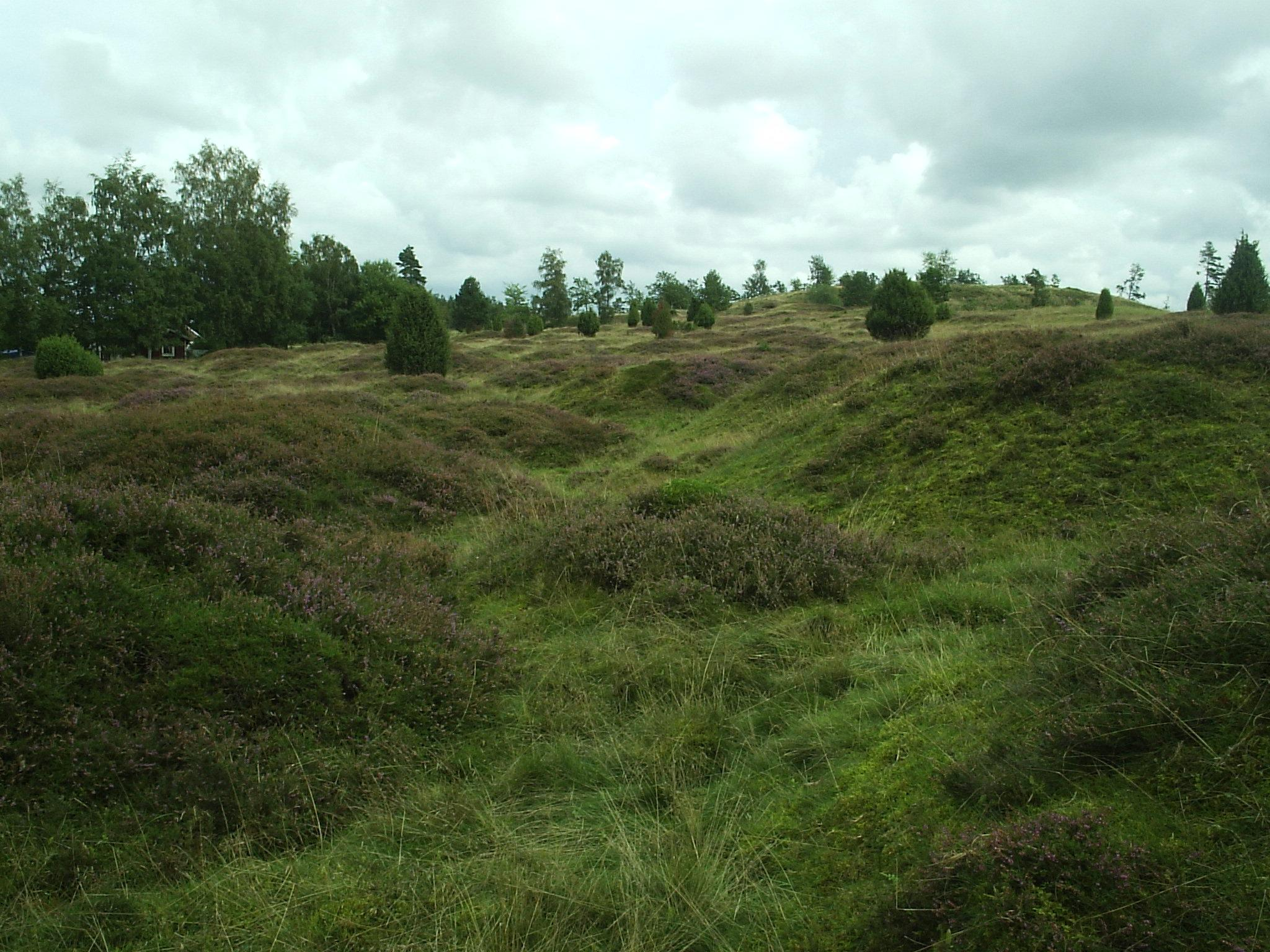
Höggravfältet i Dimbo.
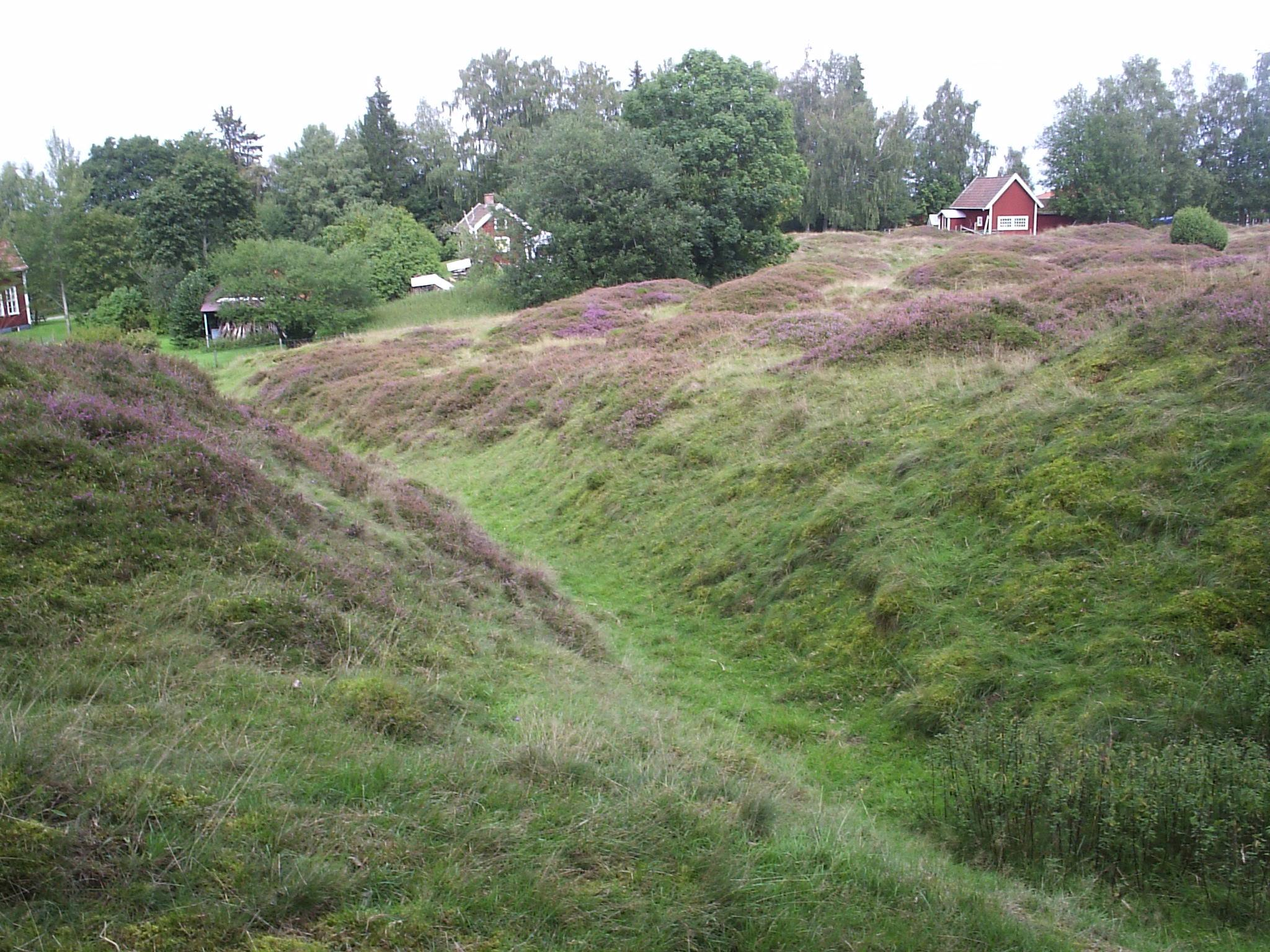
Hålväg över höggravfältet i Dimbo.